# Colonius

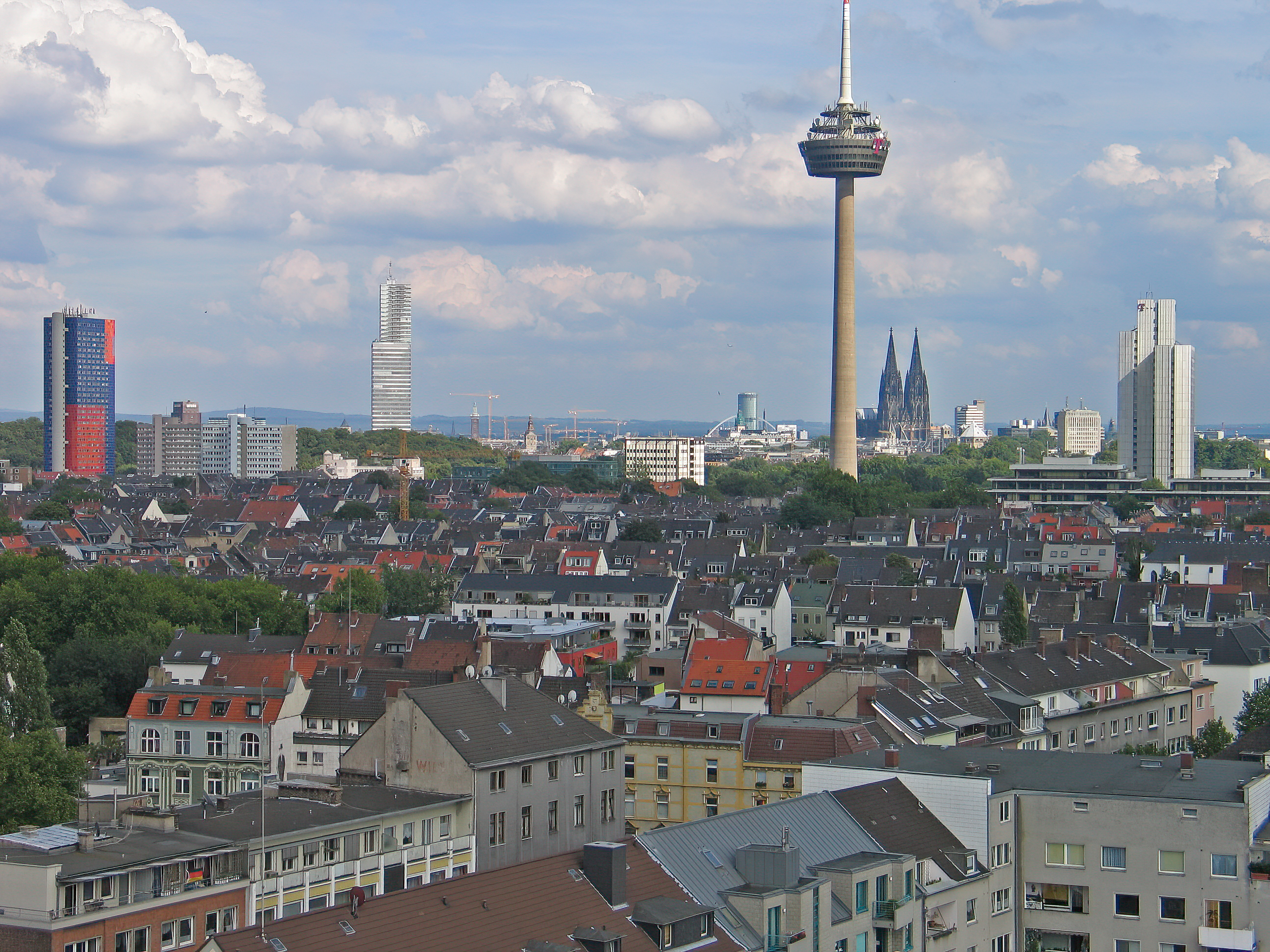
Distrito urbano Ehrenfeld do Colônia, Colonius, Catedral

Colonius, construída em 1981, é a torre de telecomunicações na cidade de Colônia, Alemanha. Tem 266 m. e, até julho de 2019, é a 59.ª torre de estrutura independente mais alta do mundo.